# Weiden-Spannereule
Die Weiden-Spannereule (Colobochyla salicalis), auch Weidenbuschmoor-Spannereule genannt, ist ein Schmetterling (Nachtfalter) aus der Familie der Eulenfalter (Noctuidae). Der Artname leitet sich von den lateinischen Worten salix bzw. salicis  mit der Bedeutung „Weide“ ab und bezieht sich auf die Weiden (Salix), eine Nahrungspflanze der Raupen. Im englischen Sprachgebrauch wird die Art als Lesser Belle (Kleine Schönheit) bezeichnet.

## Merkmale

### Falter
Die Flügelspannweite der Falter beträgt 26 bis 32 Millimeter.
Die Grundfarbe der Vorderflügeloberseite variiert von graubraun über mausgrau bis zu bläulich grau. Der Außenrand ist stark konvex. Drei gerade, braune, gelb angelegte Querlinien heben sich deutlich hervor, wobei die innere zum Vorderrand hin abknickt und die äußere in die Flügelspitze mündet. Vor dem Saum verläuft eine Reihe kleiner schwarzbrauner Punkte. Die Hinterflügeloberseite ist zeichnungsarm hell graubraun und zeigt zuweilen eine kurze, dunkle Querlinie, die am Analwinkel beginnt. In der Ruheposition mit dachförmig zusammengelegten Flügeln werden die Palpi spitz vorgestreckt.

### Raupe
Die Raupen sind 14-füßig, haben eine hellgrüne Farbe und sind mit einer dunkelgrünen Rückenlinie  versehen. Die Segmenteinschnitte sind gelblich.

## Verbreitung und Lebensraum
Das Verbreitungsgebiet der Weiden-Spannereule erstreckt sich von Nordspanien und Süditalien weiter östlich bis zum Ural. Die Art kommt auch im Osten Chinas sowie in Japan und Korea vor. Hauptlebensraum sind Bruch- und Moorwälder, Ufergebiete und feuchte Wiesentäler.

## Lebensweise
Die Falter sind tag- und nachtaktiv und fliegen in den überwiegenden Vorkommensgebieten in einer Generation von Anfang Mai bis Anfang August. In einigen südlichen Regionen erscheint im August und September noch eine zweite Generation. Am Tage fliegen sie zuweilen im Sonnenschein. Nachts erscheinen sie an künstlichen Lichtquellen, selten an Ködern. Die Raupen ernähren sich von den Blättern von Weiden- (Salix) oder Pappelarten (Populus). Die junge Raupe frisst bevorzugt an der Unterseite junger Blätter. Die Verpuppung vollzieht sich in einem gut getarnten Kokon aus Borken- und Gespinstteilen an einem Zweig der Nahrungspflanze. Die Art überwintert im Puppenstadium.